# Verfassung des Königreichs Ägypten von 1930
Die Verfassung des Königreichs Ägypten von 1930 war die Verfassung Ägyptens von 1930 bis 1935. Sie basierte auf der Verfassung von 1923, welche 1928 vom damaligen König Fu'ād I. außer Kraft gesetzt worden war. Es handelte sich um die zehnte und letzte Verfassung Ägyptens unter der Herrschaft der Dynastie des Muhammad Ali. Sie besaß formal auch im britisch-ägyptischen Kondominium Sudan Gültigkeit, verankerte aber nicht die ägyptischen Ansprüche auf das Gebiet.

## Vorgeschichte
Ab 1930 traf auch Ägypten die Weltwirtschaftskrise. Der Außenhandel ging erheblich zurück und das Land konnte kaum noch Baumwolle exportieren. Auch die Industrieproduktion sank um mehr als 60 %. Es kam zu einer kurzzeitigen Hyperinflation und die Arbeitslosigkeit stieg bis 1935 auf ein Viertel der Bevölkerung an. Besonders für die Bauern war die Situation katastrophal. Die Erzeugerpreise für landwirtschaftliche Produkte fielen von 1929 bis 1933 um 50 %, wodurch die Produktion zurückging und viele Menschen verarmten.
Auch die große Wafd-Partei, bis dahin Verteidigerin der verfassungsgemäßen Ordnung und Garant des wirtschaftlichen Aufschwungs, geriet in die Krise. Sie konnte die Wirtschaftskrise nicht effektiv bekämpfen. König Fu'ād I. ernannte daraufhin am 20. Juni 1930 Ismail Sidqi Pascha zum neuen Premierminister. Ismail Sidqi lehnte die seit 1923 herrschende parlamentarische Demokratie ab und setzte sich für mehr politische Rechte des Königs ein. Fu'ād I. ließ ihn gewähren und Sidqi begann mit der Aushöhlung der bisherigen demokratischen Institutionen zugunsten des Königtums und der Regierung. Im Oktober 1930 erließ Sidqi nach blutig niedergeschlagenen Protesten eine neue reaktionäre Verfassung.

## Beschreibung
Die Verfassung unterschied sich nicht grundlegend von der Verfassung von 1923. Faktisch hatte Sidqi nur ein paar Verfassungsänderungen vorgenommen. Dabei wurde die politische Stellung des Königs und der Regierung gestärkt. Der Monarch hatte jetzt auch das Recht, drei statt bisher zwei Fünftel der Mitglieder des Senats zu ernennen und konnte beide Kammern des Parlaments auflösen, was ihm zuvor verwehrt worden war. Das allgemeine Wahlrecht wurde durch ein reaktionäres Zensuswahlrecht, welches an eine bestimmte Einkommensgrenze und die Alphabetisierung gekoppelt war, ersetzt und sollte einen zukünftigen Wahlsieg der Wafd-Partei verhindern.

## Außerkraftsetzung
Im September 1933 entließ der König Sidqi, nachdem dieser ihn nach dem Vorbild Benito Mussolinis politisch in den Hintergrund gedrängt hatte, und beauftragte Abdel Fattah Yahya Ibrahim Pascha mit der Bildung einer neuen Regierung. Dieser versuchte den reaktionären und repressiven Kurs fortzusetzen, scheiterte aber an den immer größer werdenden außenpolitischen und wirtschaftlichen Problemen. Im November 1934 ernannte Fu'ād I. Muhammad Tawfiq Nasim Pascha zum Regierungschef und beauftragte ihn mit der Bildung eines Übergangskabinetts. Am 12. Dezember 1935 wurde die Verfassung von 1930 wieder außer Kraft gesetzt. Kurz drauf trat die alte Verfassung wieder in Kraft. Der diskreditierte König beteiligte sich daraufhin bis zu seinem Tod im Frühjahr 1936 nicht mehr am politischen Leben. Im Mai 1936 gewann die Wafd-Partei unter seinem liberaleren Nachfolger Faruq einen hohen Wahlsieg. Ihr gelang es die parlamentarische Demokratie wieder vollständig herzustellen und 1937 die Weltwirtschaftskrise zu überwinden. Außenpolitisch konnte Ägypten durch den Anglo-Ägyptischen Vertrag vom 26. August 1936 abgesichert werden.